# Église Notre-Dame d'Oloron-Sainte-Marie
Pour les articles homonymes, voir Église Notre-Dame.
L’église Notre-Dame est un édifice religieux situé place Gambetta, à Oloron-Sainte-Marie, dans le département français des Pyrénées-Atlantiques. Elle fait l’objet d'une inscription auprès des monuments historiques.

## Présentation

### Histoire
Les habitants du quartier Notre-Dame demandent, en 1844, au Conseil municipal la construction d'un lieu de culte plus décent que la chapelle Saint-Jean-Baptiste devenue église paroissiale en 1826.
La municipalité accepte de fournir le terrain pour construire la nouvelle église tandis que les paroissiens financent sa construction. 
En 1869, trois maisons sont détruites pour permettre sa construction.
Le projet de l'église est de l'architecte des Palais impériaux Auguste Lafollye (1828-1891).
L'église est un édifice néogothique, avec de nombreux emprunts à l'art roman. Primée à l'Exposition universelle de 1878. 
Elle est constituée d'une nef centrale longée par deux collatéraux, un transept et un chœur flanqué de deux chapelles à absidiole (chapelle du Sacré-cœur et chapelle Saint-Pierre), l'abside se termine par une voûte en  cul-de-four ornée de la fresque du couronnement de la Vierge de Paul Delance. 
Des arcs outrepassés séparent transept, chœur et nef. Le clocher-tour culmine à 52 m. 
Elle est construite de pierres dures de Louvie.
La première pierre a été posée le 15 août 1869.  
Des déboires pendant la construction ont conduit à la démission de l'architecte et à l'arrêt des travaux pendant une douzaine d'années.  
Les travaux ont repris sous la direction d'un architecte palois et la surveillance du conseil de fabrique.  
L'église a été consacrée le 10 septembre 1893. 
L'église a été inscrite au titre des monuments historiques le 10 janvier 2006.

### Peintures et décor
Plusieurs tableaux présents dans l'église sont classés au titre de monuments historiques :
- St Vincent de Paul recueillant des enfants abandonnés (XIXe siècle), œuvre provenant du retable de l'ancien hôpital[3],[4] ;
- Première communion à la Trinité (4e quart du XIXe siècle)[5] ;
- Assomption de la Vierge (2e quart du XIXe siècle)[6] ;
- Adoration des Bergers (XIXe siècle)[7].

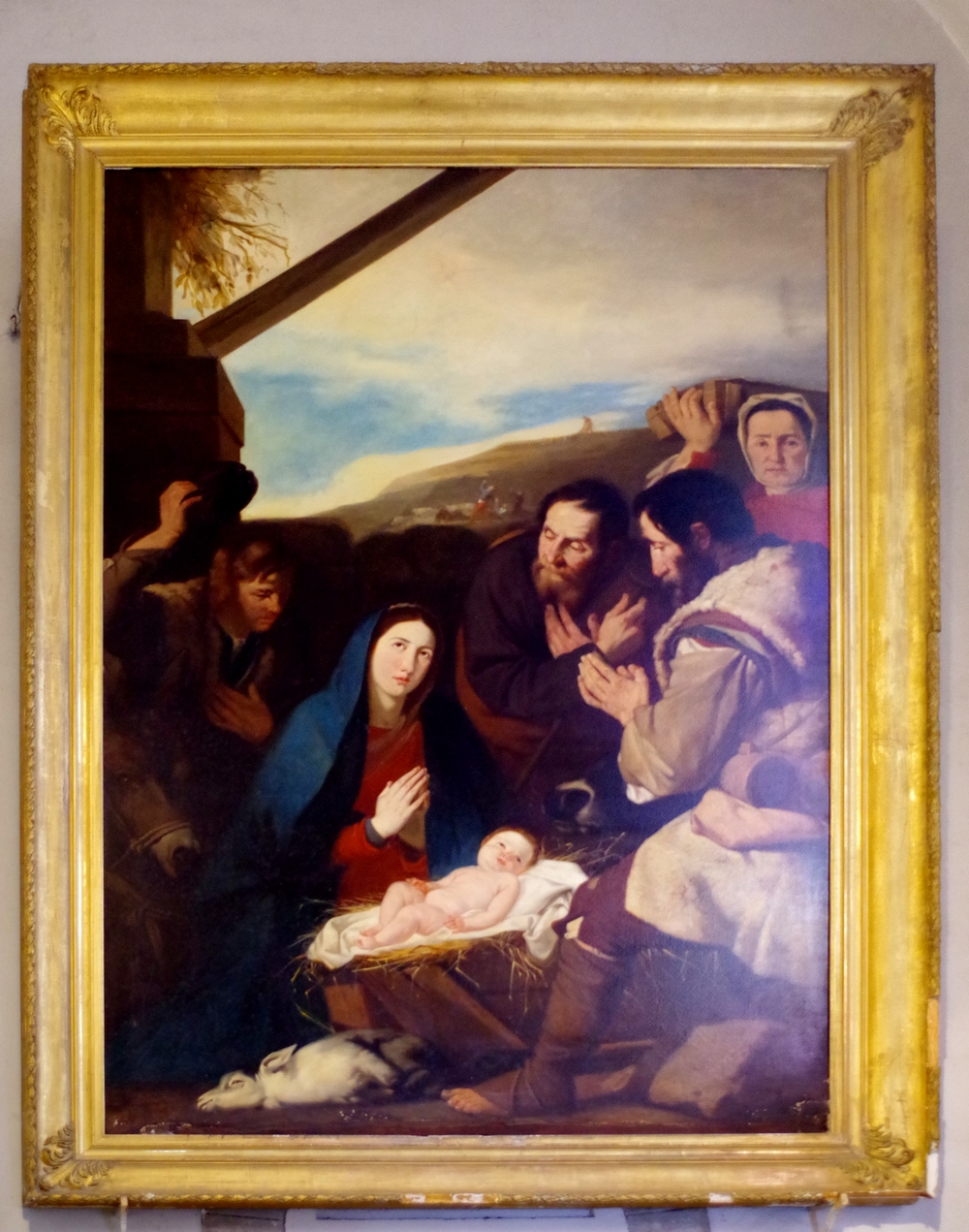
L'Adoration des bergers.
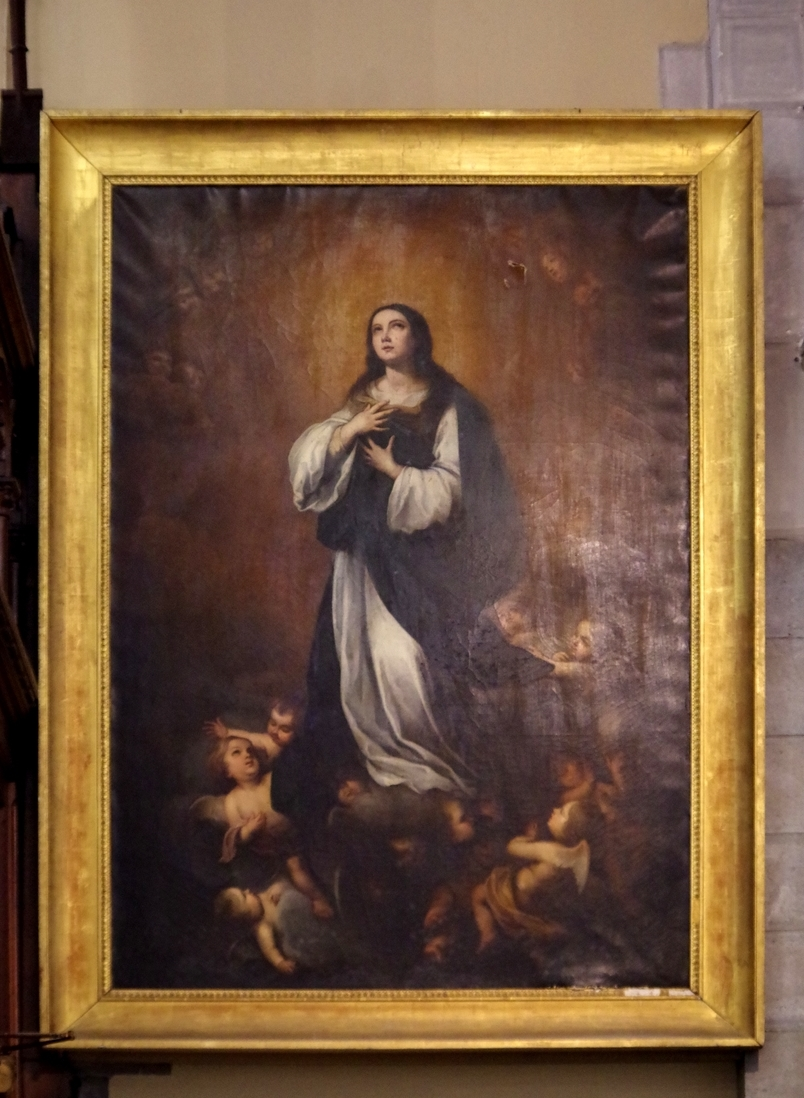
L'Assomption.
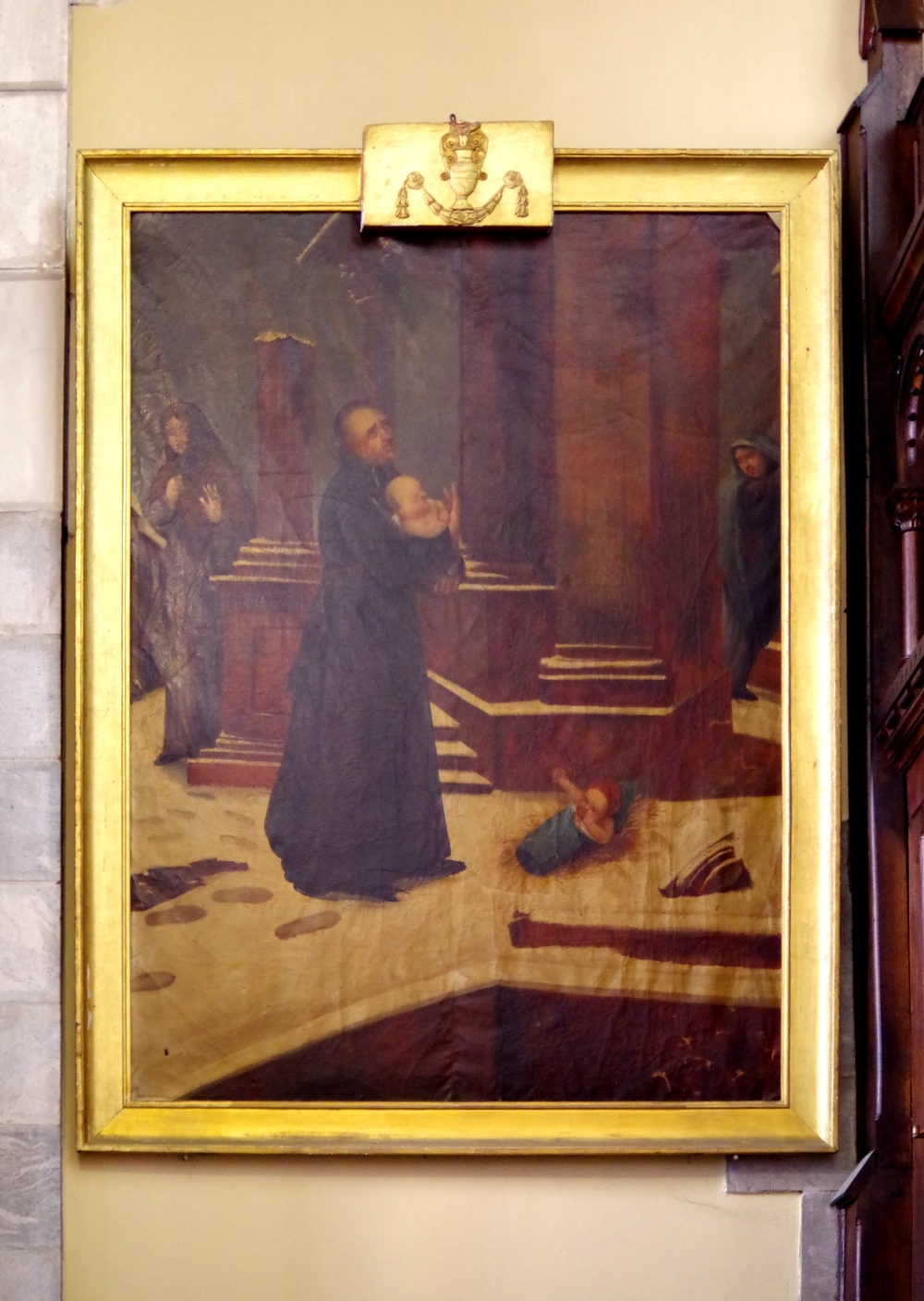
Saint Vincent de Paul.

L'important décor peint (inscrit en tant que monument historique) a été réalisé, pour l'essentiel, entre 1895 et 1899 par Paul-Louis Delance (1848-1924), élève de Jean-Léon Gérôme et de Léon Bonnat, plusieurs fois médaillé aux Salons. 
Il a réalisé pour le chœur une fresque et vingt-cinq toiles marouflées réparties dans le chœur et le transept sur le thème de la vie de la Vierge. 

Le Couronnement de la Vierge est placé dans l'axe de l'abside.

Œuvres de Paul-Louis Delance
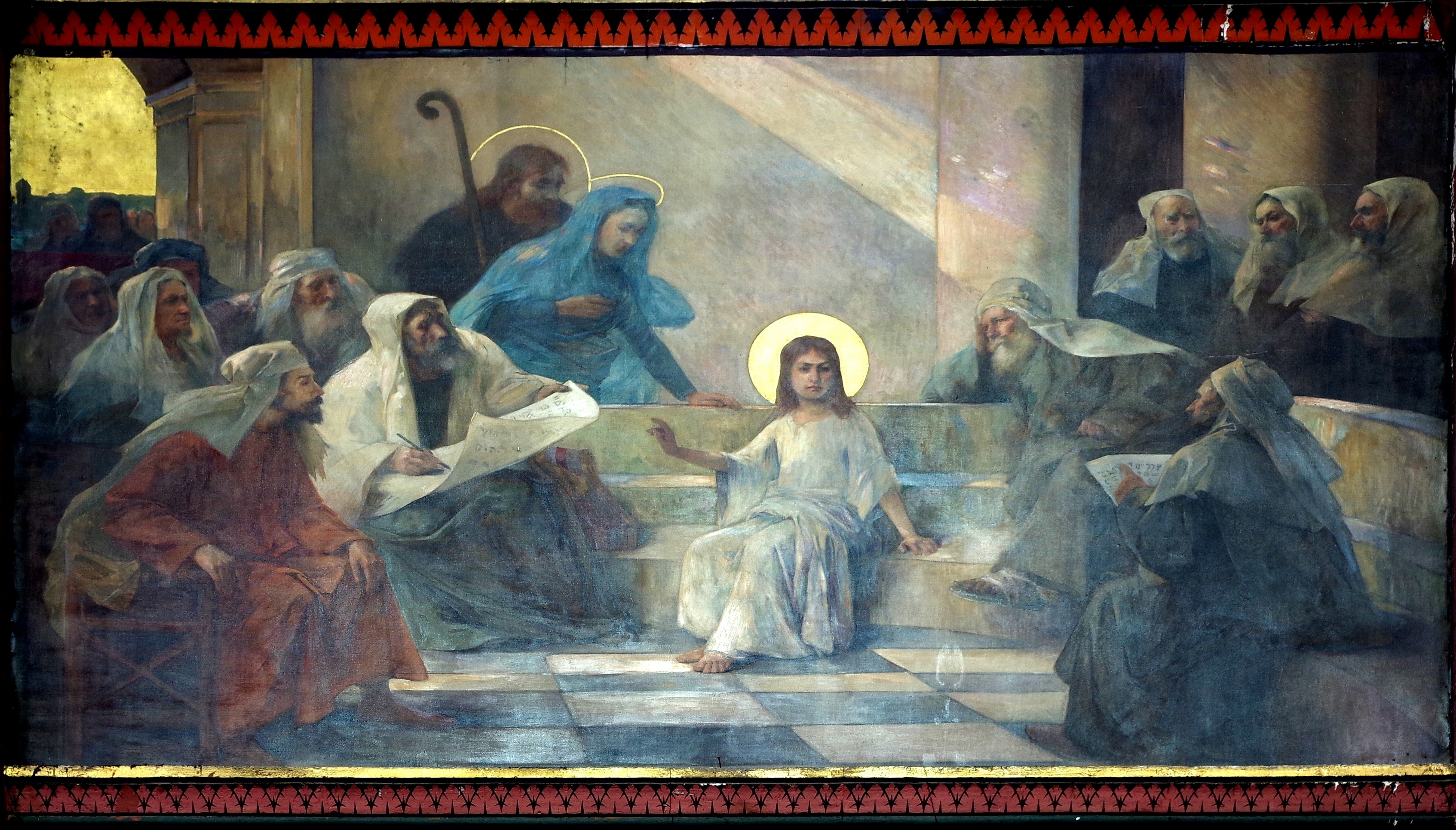
Jésus et les docteurs.
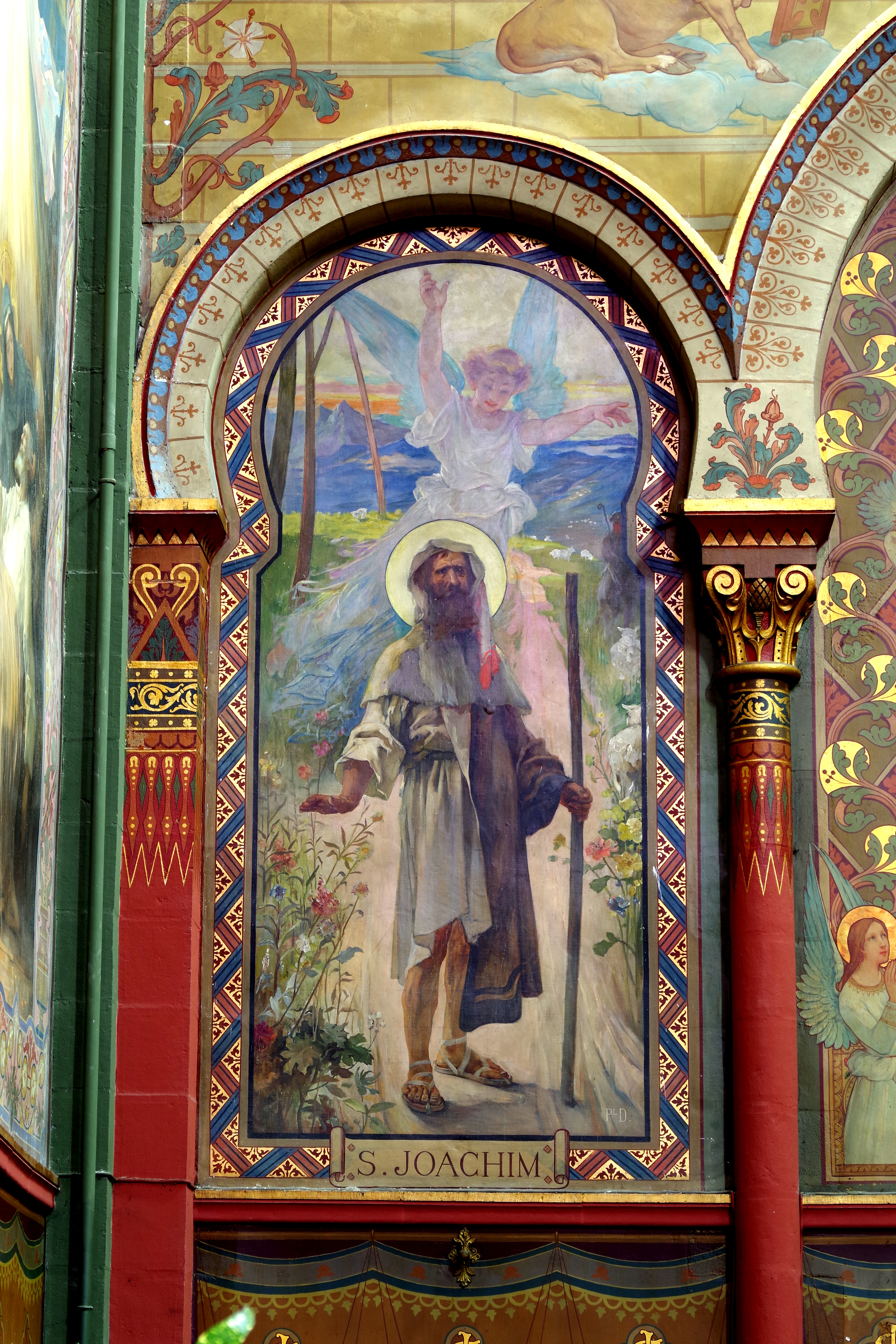
Saint Joachim.
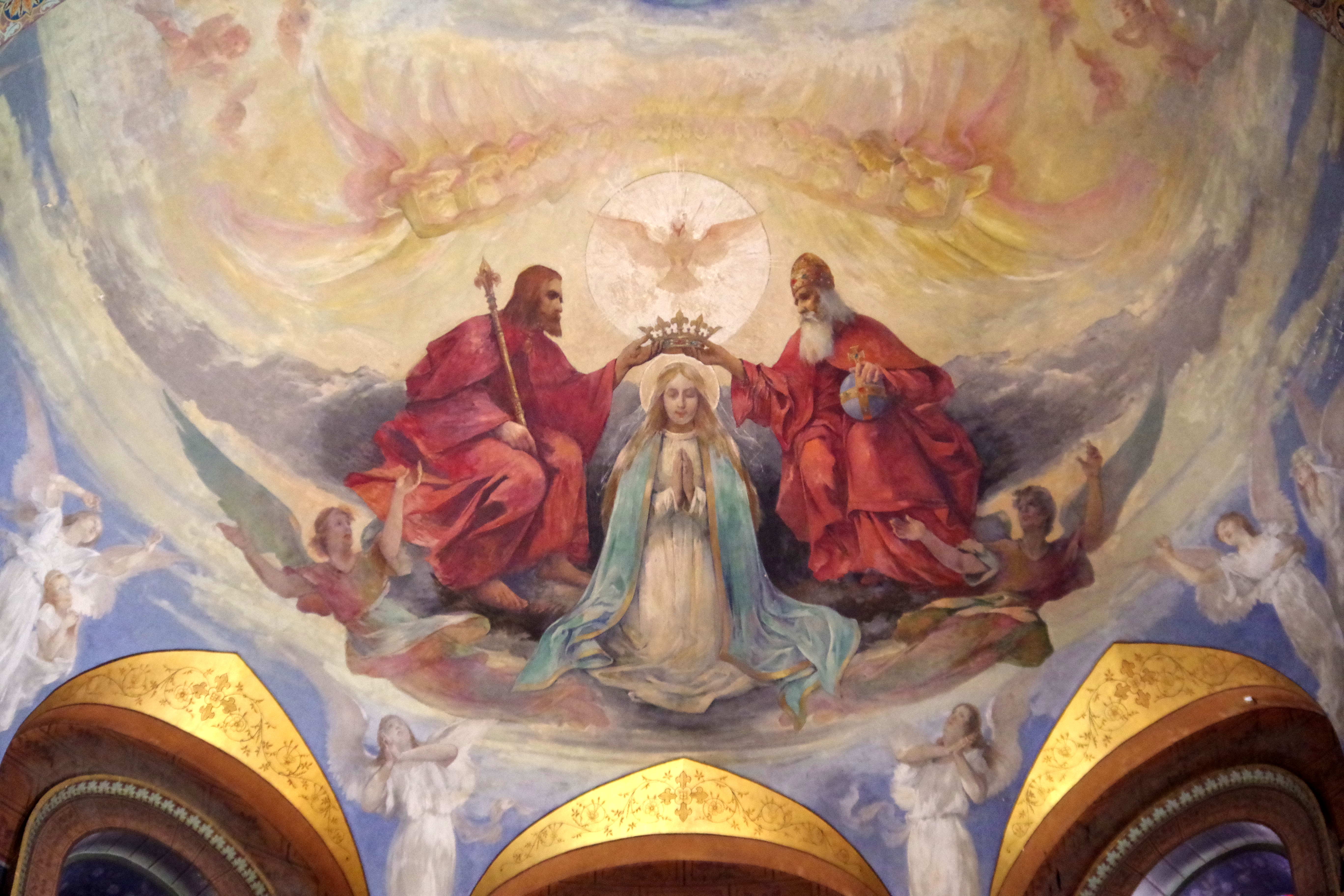
Le Couronnement de la Vierge.
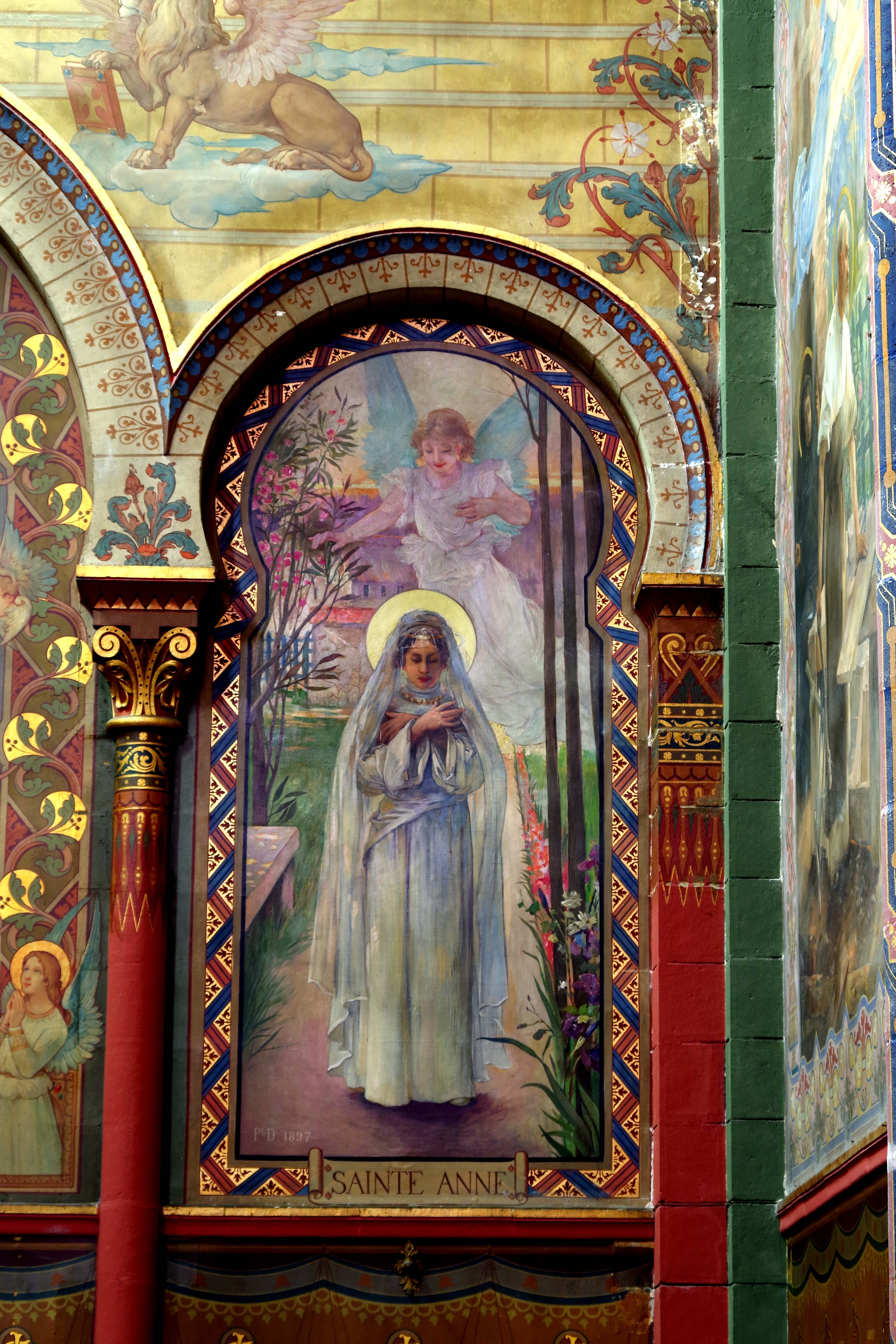
Sainte Anne.
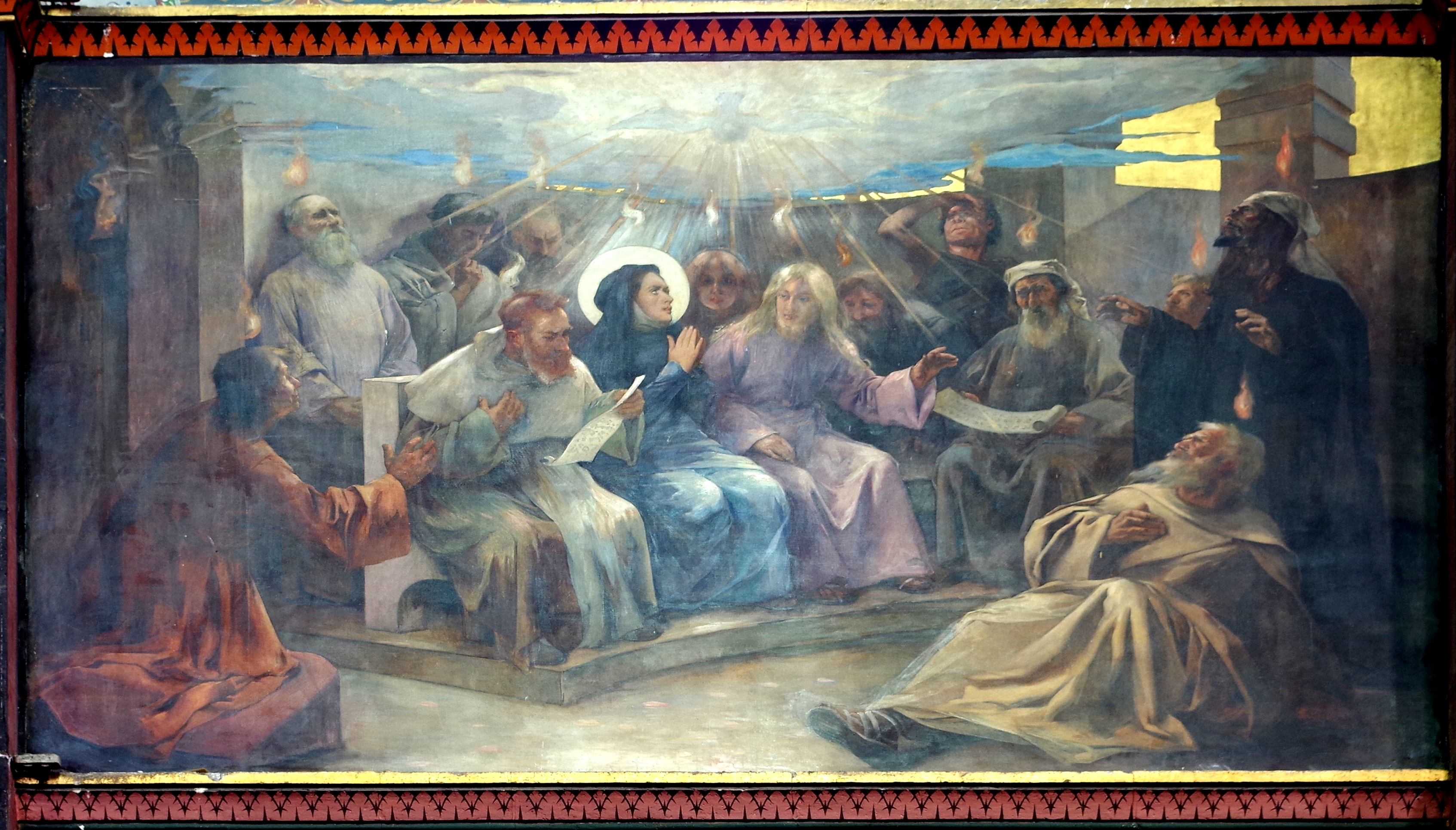
La Pentecôte.

La chapelle du Sacré-Cœur a été décorée d'une fresque avec huit toiles marouflées réalisées par l'artiste Callot. Dans la chapelle Saint-Pierre, une fresque a été exécutée par l'artiste Marteus.

La plupart des vitraux sont de l'atelier de Charles Champigneulle fils à l'exception des vitraux de la chapelle Saint-Pierre et de la chapelle du Sacré-Cœur qui sont de A. Strauss.

Vitraux de Charles Champigneulle fils
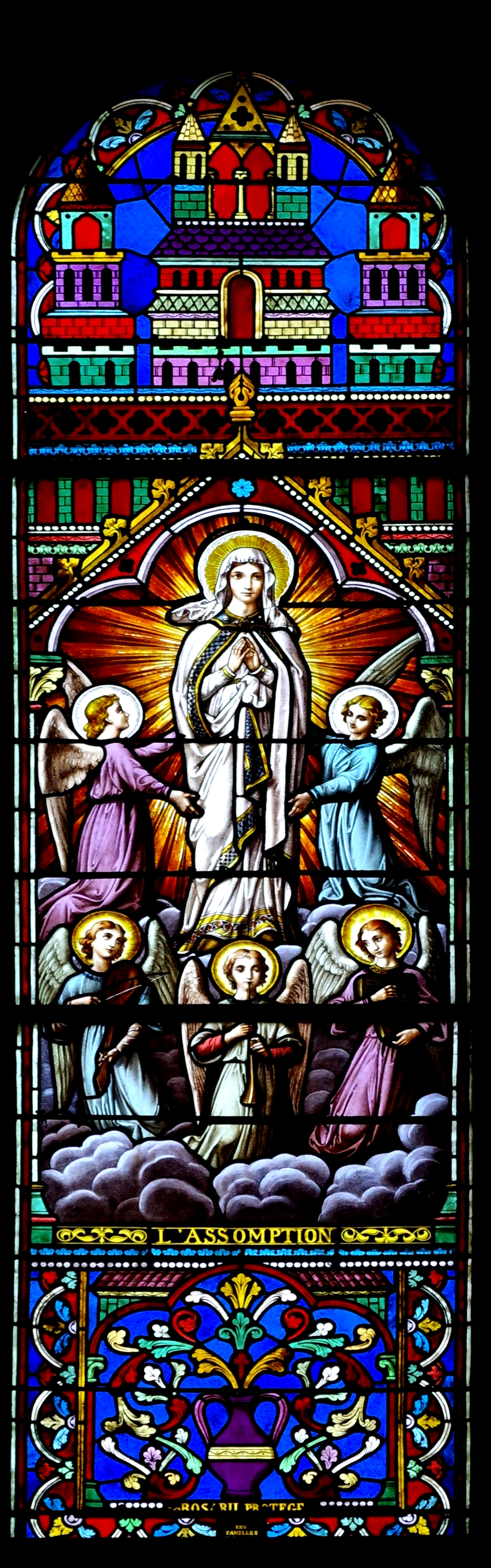
L'Assomption de la Vierge.
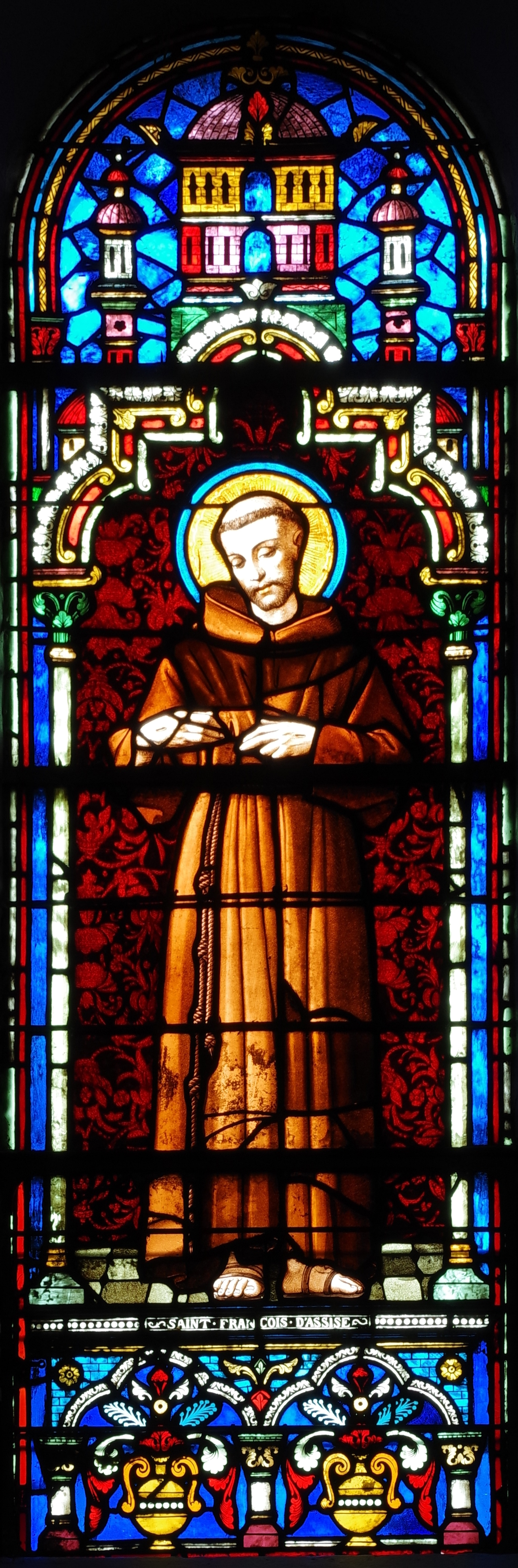
Saint François d'Assise.
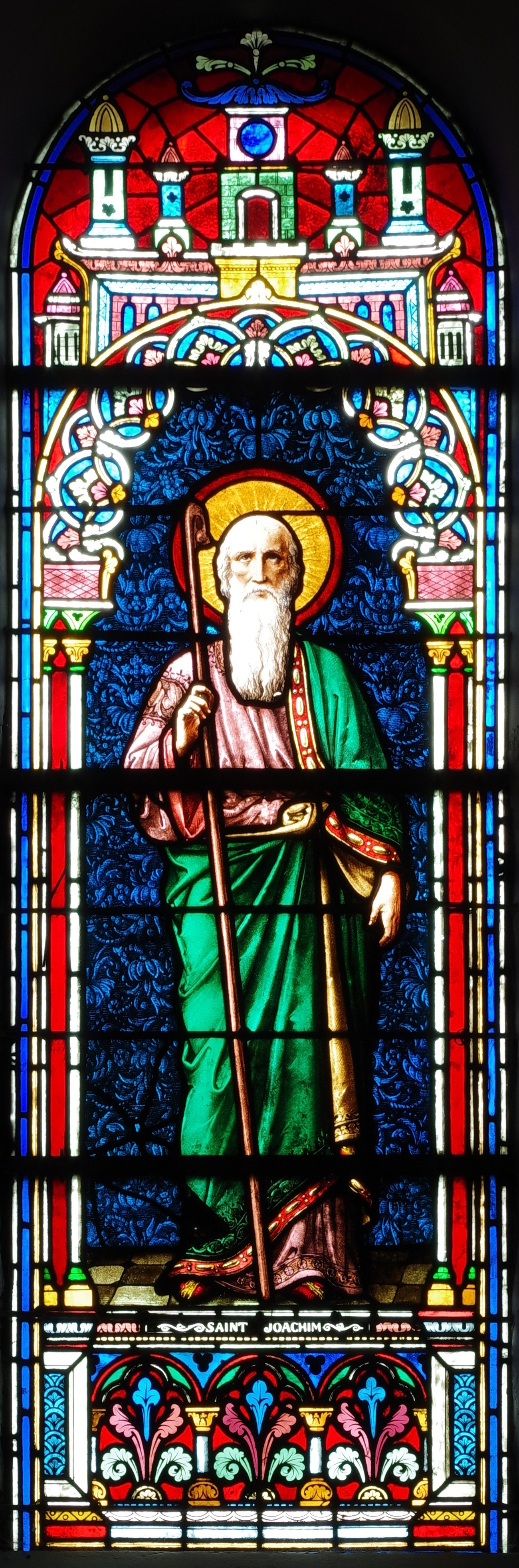
Saint Joachim.
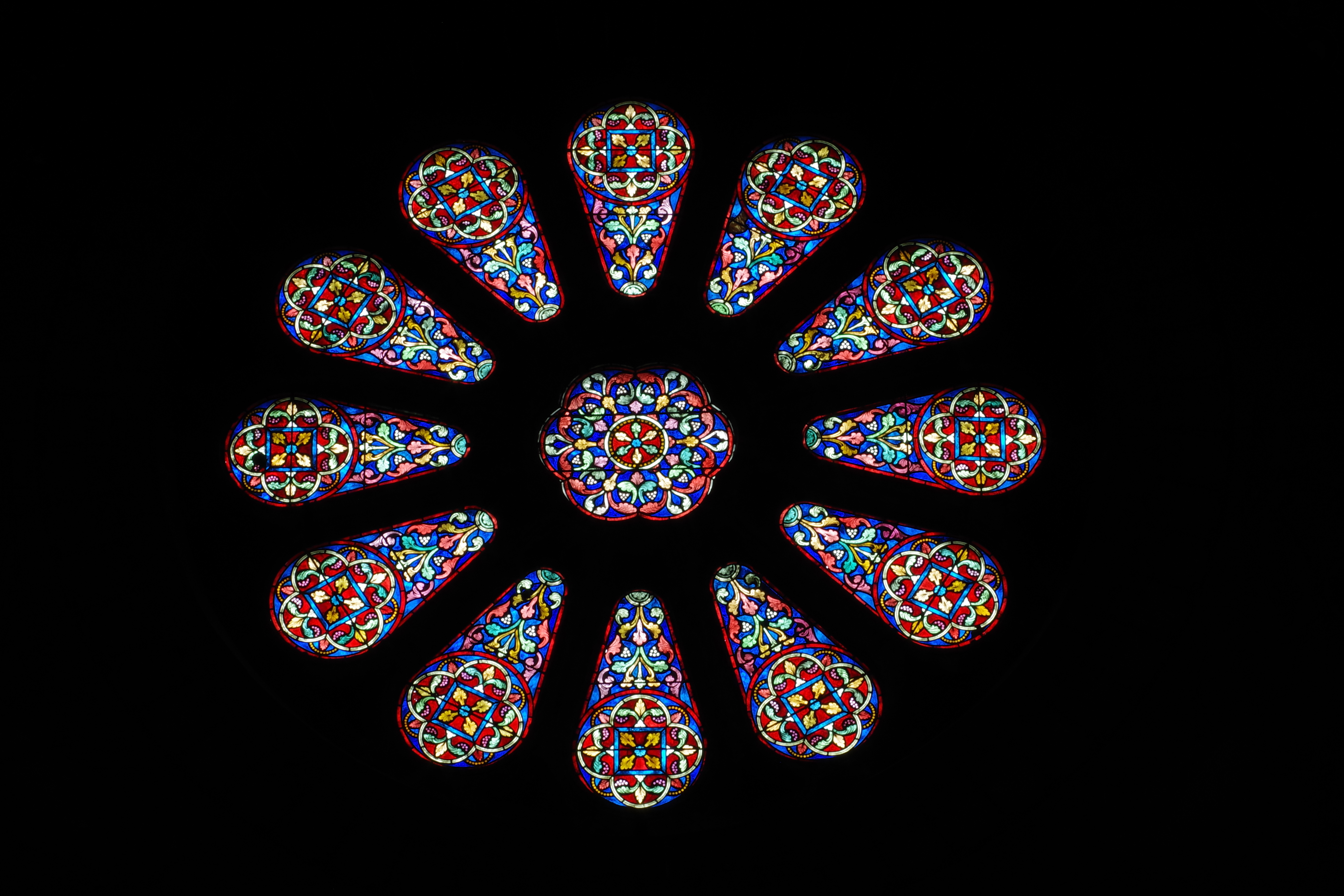
Rosace du transept.
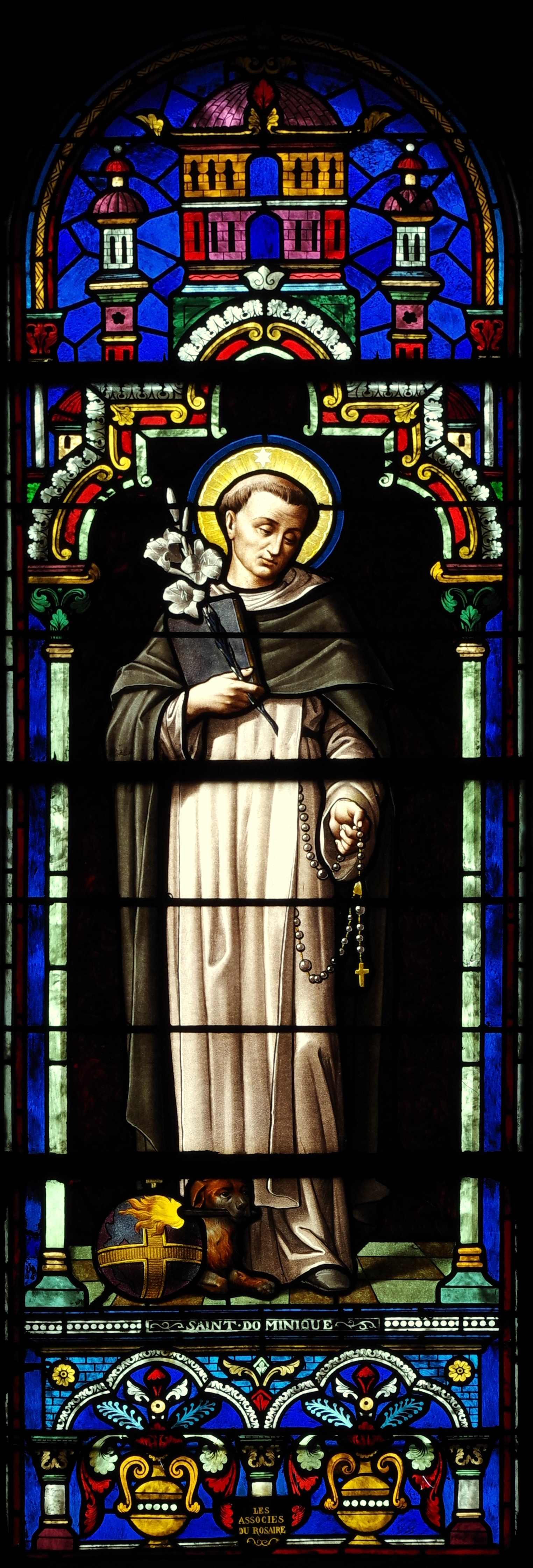
Saint Dominique.
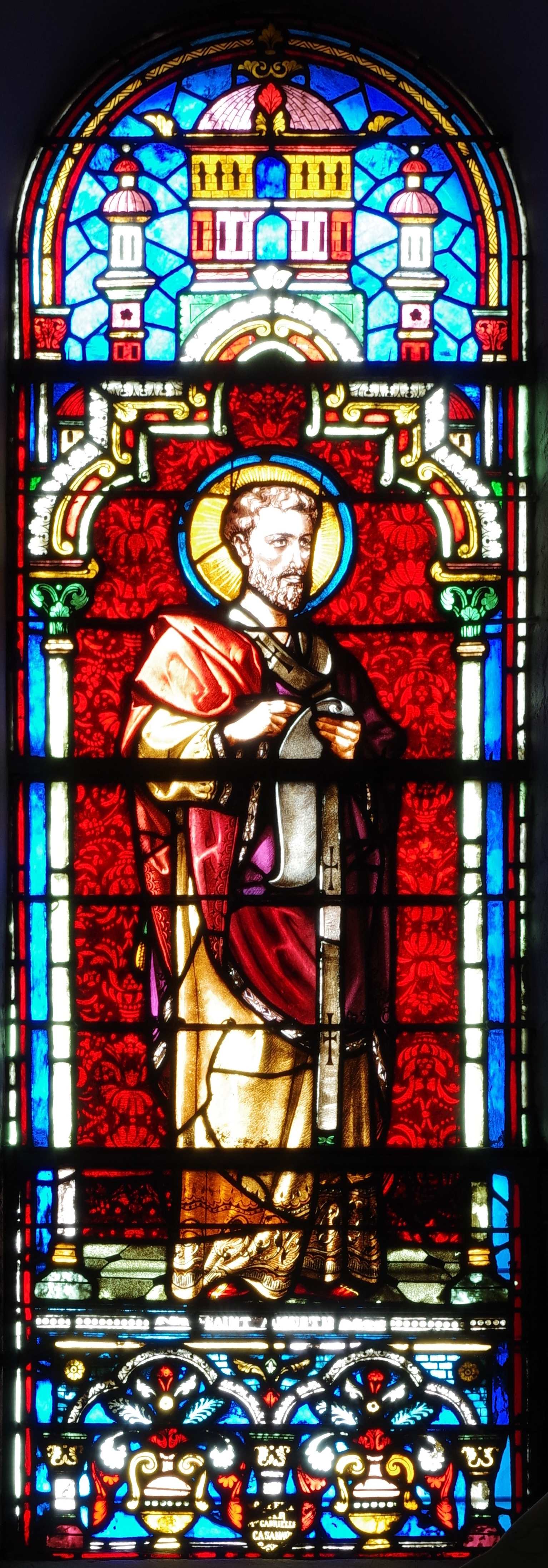
Saint Justin.
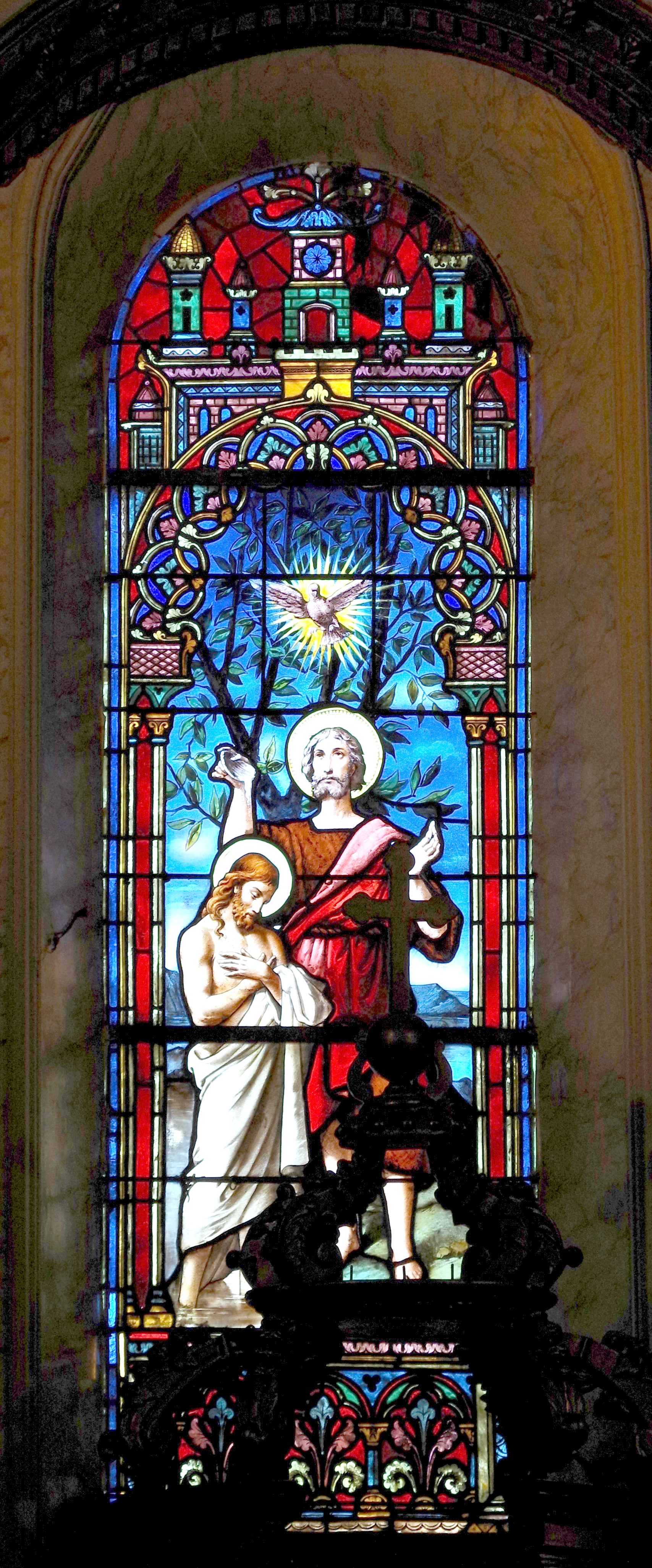
Le Baptême du Christ.

## Mobilier
- Stalles du chœur, provenant de la cathédrale Sainte-Marie[9] ;
- retable datant du XVIIIe siècle de l'ancien hôpital.

## L'orgue
L'orgue a été réalisé en 1851 par Vincent Cavaillé-Coll (1808-1886), frère aîné d'Aristide. 
Il a d'abord été réalisé pour l'église des Capucins avant d'être transféré dans l'église Notre-Dame à la fin du XIXe siècle par le facteur d'orgues Michel Roger. 
La partie instrumentale a été classée au titre d'objet en 1985. 
Après trois années de restauration, l'organiste Pierre Pincemaille a donné le concert d'inauguration des orgues le 17 novembre 2012,.